# Microhyla karunaratnei
Microhyla karunaratnei és una espècie de granota que viu a Sri Lanka.
Està amenaçada d'extinció per la pèrdua del seu hàbitat natural.